# Франсуа Ганьєпен
Франсуа Ганьєпен (фр. François Gagnepain, 1866–1952) — французький ботанік.

## Біографія
Франсуа Ганьєпен народився 23 вересня 1866 року.
Він займався вивченням флори Китаю та флори Франції. Франсуа Ганьєпен зробив значний внесок у ботаніку, описавши багато видів насіннєвих рослин.
Він був директором Національного музею природознавства у Парижі.
Франсуа Ганьєпен помер 20 січня 1952 року.

## Наукова діяльність
Франсуа Ганьепен спеціалізувався на насіннєвих рослинах.

## Почесті
Карл Моріц Шуман назвав на його честь рід Gagnepainia (родина Zingiberaceae).